# Poecilopsis smallmani
Poecilopsis smallmani är en fjärilsart som beskrevs av Harrison. Poecilopsis smallmani ingår i släktet Poecilopsis och familjen mätare. Inga underarter finns listade i Catalogue of Life.